# Badula ovalifolia
Badula ovalifolia A.DC. – gatunek roślin z rodziny pierwiosnkowatych (Primulaceae). Występuje naturalnie na Reunionie i Mauritiusie. 

## Morfologia
PokrójZimozielone drzewo lub krzew.
LiścieBlaszka liściowa ma eliptyczny kształt. Mierzy 11–15 cm długości oraz 4–6,5 cm szerokości, jest całobrzega, ma klinową nasadę i spiczasty lub ostry wierzchołek. Ogonek liściowy jest nagi i ma 5 mm długości.
KwiatyZebrane w wiechach o długości 6 cm, wyrastających z kątów pędów. Mają 5 działek kielicha o trójkątnym kształcie i dorastające do 1 mm długości. Płatków jest 5, są odwrotnie jajowate i mają białawą barwę oraz 2–4 mm długości.